# Sina Simon
Báró hodosi és kizdiai Sina Simon (Bécs, 1810. augusztus 15. – Bécs, 1876. április 15.) aromán származású osztrák földbirtokos, diplomata és mecénás.

## Élete
A görög-vlach származású Sina György Simon (1783–1856) és Derra Katalin (1792-1851) fia. Désánfalvi Ghika Szilárd földbirtokos leányával, Iphigéniával (1815-1884) kötött házasságából egy fia és öt leánya született. Egyetlen fiuk, György fiatalon meghalt. Négy leánya maradt életben, akik közül Anasztázia (szül.: 1838) Wimpffen Viktor grófhoz, császári és királyi udvari tanácsoshoz és korvettkapitányhoz ment feleségül, akitől később elvált. Irén nevű lánya (1843-1881) Maurocordato (Mavrokordato) György görög herceg felesége volt, Ilona (szül.: 1845) férje Ypsilanti Gergely (1835-1886) görög herceg, görög királyi követ volt az osztrák–magyar udvarnál. Negyedik lányuk, Iphigénia (szül.: 1846) De Castries de la Croix Eugén (megh.: 1886) francia herceg neje lett.
Sina 1876-ban halt meg, holttestét a bajor Rappoltskirchenben, a családi sírboltban helyezték örök nyugalomra. A Magyar Tudományos Akadémia aulájában, amelynek legnagyobb összeggel volt alapítója, és igazgatótanácsának tagja, Tóth Lőrinc rendes tag tartott fölötte 1876. május 29-én emlékbeszédet (megjelent az Országos Magyar Gazdasági Egyesület évkönyvében).

### A mecénás

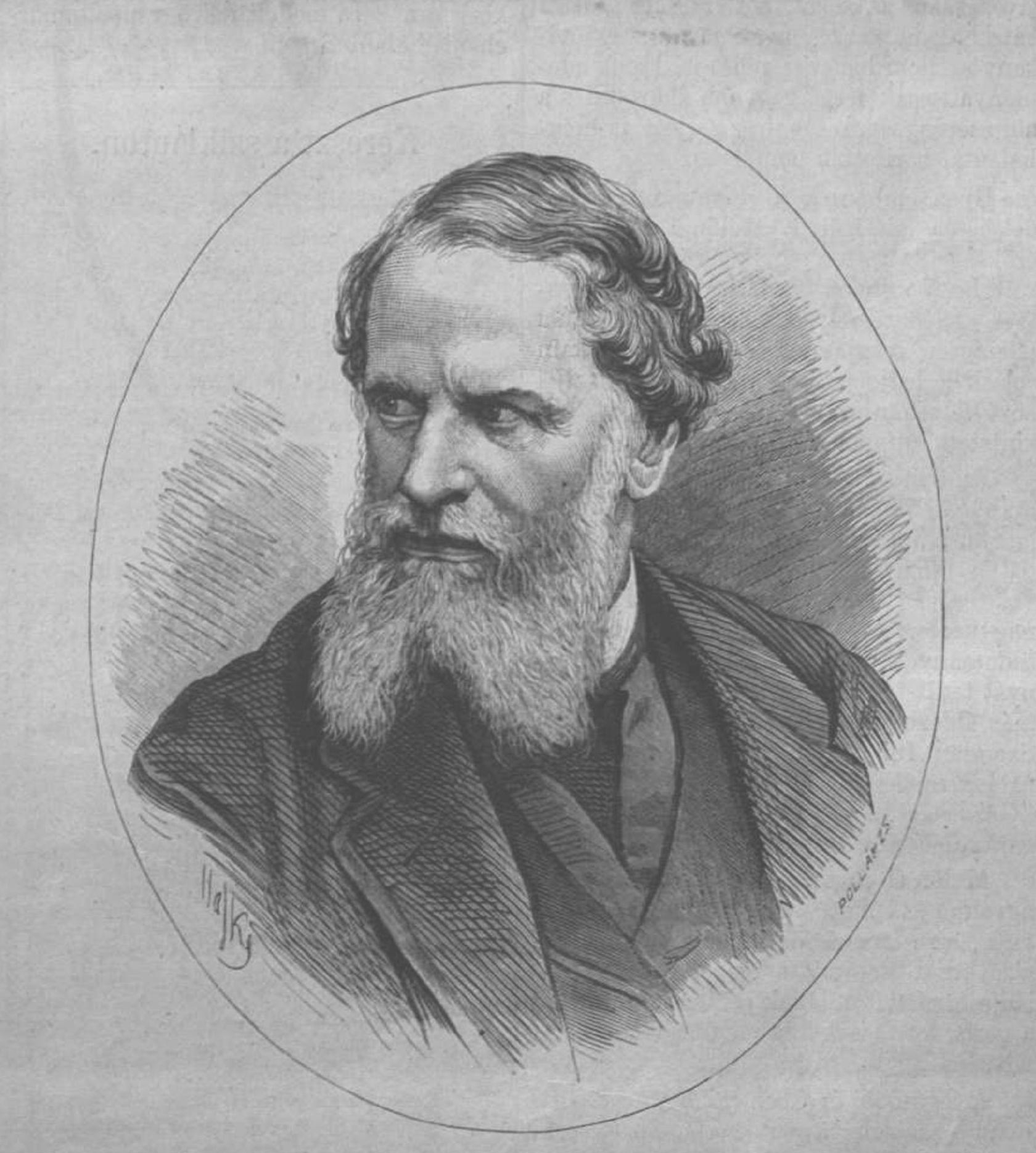
Az idős Sina Simon

Örökségének átvételétől élete végéig azok közé tartozott, akik minden fontosabb magyar gazdasági és kulturális mozgalmat támogattak. Bőkezű adományaival hozzájárult a nemzeti intézmények létesítéséhez: a Magyar Földhitelintézet és a magyar biztosítótársaság felállításához, a vasút és gőzhajózás fejlesztéséhez, a folyók szabályozásához, a mezőgazdasági állapotok, és iskolai, népnevelési, patronátusi viszonyok javításához; a köztelek, a Nemzeti Múzeum, a kisdedóvó egylet, a kisdedkórház s egyéb kórházak, bölcsődék, árvaházak, Vakok Intézete, kereskedelmi akadémia, Nemzeti Színház, zenede, lovarda, tűzoltási ügy, nemzeti kaszinó, lipótvárosi bazilika, a képzőművészet háza és mindenek felett az MTA palotája hirdetik nevét mint alapítóét, segélyezőét, bőkezű adakozóét. 1856 májusától 1876-ig több mint 550 ezer forintot adott jótékony és kulturális intézetekre. Ebben az összegben nincs benne az athéni görög akadémia egymilliót meghaladó teljes költsége, amelyet ő alapított és építtetett fel, és a már apja által megkezdett ottani csillagvizsgáló, amelynek felszerelését, s az ott alkalmazott szakemberek díjazását egészen ő vállalta el, ami 20 éven át további 200 ezer forintjába került.

### A diplomata

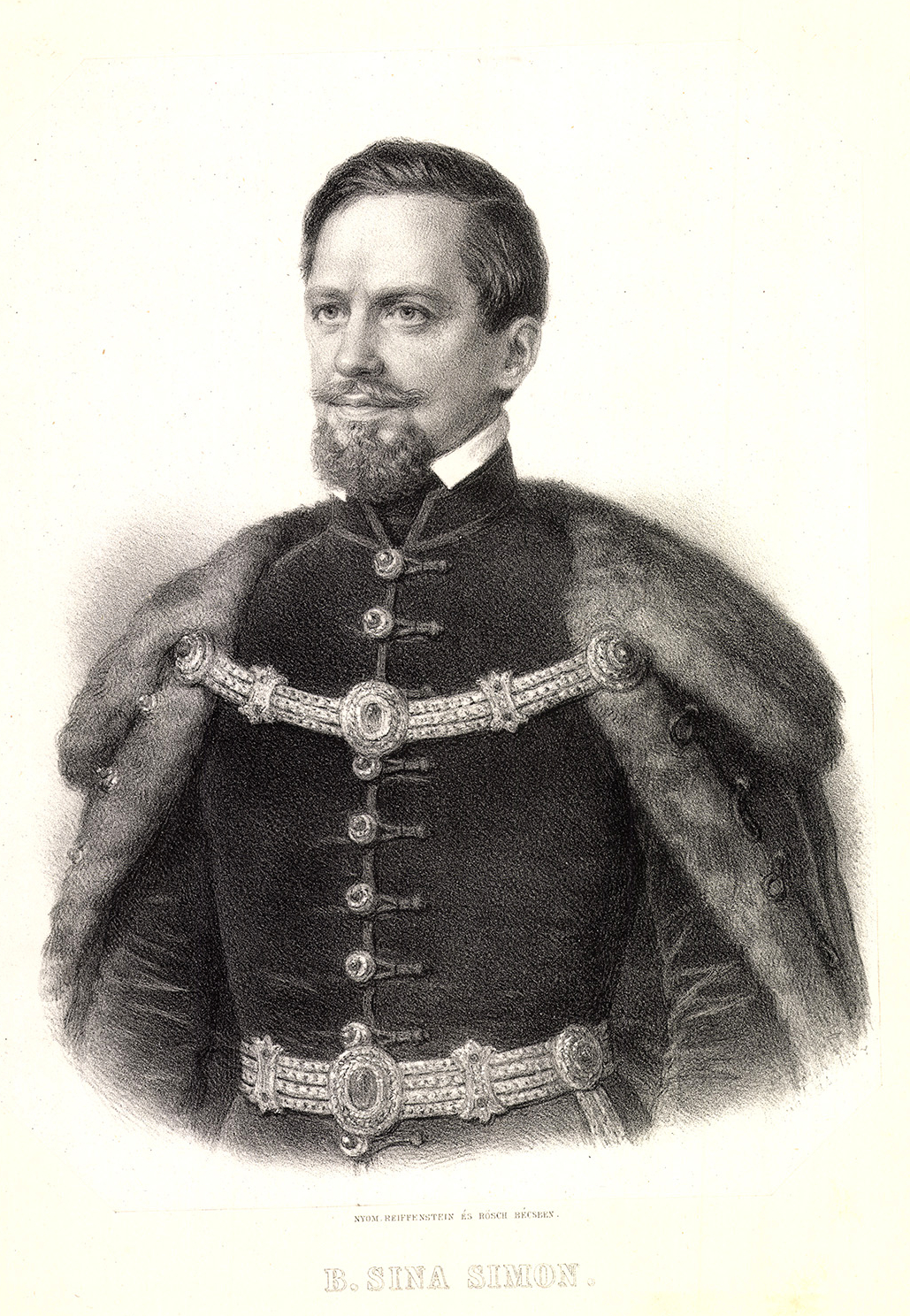
Barabás Miklós: Sina Simon, litográfia

Nyolc éven át folytatott diplomáciai szerepet: A bajor születésű I. Ottó görög király kormányának képviselője volt a bécsi, berlini és müncheni udvaroknál; az uralkodó feltétlen bizalmának jeléül a görög Megváltó-rend nagykeresztjével tüntette ki. A magyar király 1864-ben a Vaskorona-rend nagykeresztjét, mellyel a belső titkos tanácsosi méltóság is együtt járt, 1871-ben a magyar minisztérium előterjesztésére a Lipót-rend nagykeresztjét tűzte mellére. 1874-ben pedig a bécsi főrendiház holtiglani tagjává nevezték ki. De más fejedelmek is elismerték Sina Simon érdemeinek nagyságát, és viselte a Szent Mihály nevét viselő bajor s az Oldenburg-házi és érdemrendet, a porosz Vörös sas-rendet, a mexikói Guadeloupe-rend nagykeresztjét, az orosz Szent Anna-rend gyémántos keresztjét, a francia Becsületrend s a török Medsidje és Nisan-Iftahar rendek jelvényeit. E mellett több bank s társulat és intézet igazgató tanácsosa, s több város: Buda, Arad és Szeged díszpolgára volt.

### Vagyona
Az édesapjától örökölt 80 milliónyi vagyon nagy részben Magyarországon, Ausztriában, Cseh- és Morvaországban és az al-dunai fejedelemségekben fekvő, nagy terjedelmű és jól művelt uradalmakból állott, amelyekhez újabb szerzemények is járultak belföldön, Görögországban és Olaszországban. A tulajdonát tevő ingatlan vagyon 29 uradalomban 240 ezer holdnál többet foglalt magában, ellátva a leggazdagabb felszereléssel.
Édesapja Sina György 1850-ben vásárolta meg a gödöllői Grassalkovich-kastélyt. Ezt az örökségét 1864-ben eladta egy belga banknak. Ezenkívül Tepliczán és Érden is volt kastélya. Mindemellett Európa főbb városaiban, Párizsban, Velencében is rendelkezett palotákkal.